# Thymelaea dioica
Thymelaea dioica är en tibastväxtart som först beskrevs av Antoine Gouan, och fick sitt nu gällande namn av Carlo Allioni. Thymelaea dioica ingår i släktet sparvörter, och familjen tibastväxter. Inga underarter finns listade i Catalogue of Life.

## Bildgalleri

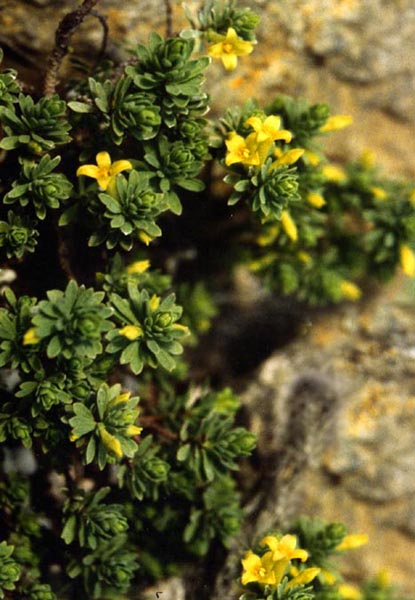